# Stephen Oppenheimer
Stephen Oppenheimer (nascido em 1947) é um médico, professor e biólogo britânico, com importantes trabalhos publicados sobre a ancestralidade humana.

## Vida
Membro do Green College, Oxford e Membro Honorário da Escola de Medicina Tropical de Liverpool, a partir de 1972 trabalhou como pediatra clínico em vários locais, como Sarawak, (Malásia), Nepal e Papua-Nova Guiné. Seu trabalho na região o levou a estudar marcadores genéticos como meio de rastrear a migração de populações no passado.
A partir de 1979, transferiu-se para a pesquisa médica e ensino, tendo ocupado cargos na Liverpool School of Tropical Medicine,  Oxford University, no centro de pesquisa de Kilifi no Quênia e na Universidade Sains da Malásia. Entre 1990–1994, trabalhou como professor universitário, diretor-geral e chefe do serviço clínico da Universidade Chinesa de Hong Kong, e de 1994 a 1997, como pediatra especialista sênior em Brunei.
Oppenheimer retornou à Inglaterra em 1996, e iniciou uma nova carreira como pesquisador e divulgador científico sobre a pré-história. Seus livros, que incluem Eden in the East: The Drowned Continent of Southeast Asia, Out of Eden: The Peopling of the World (título estadunidense: The Real Eve: Modern Man's Journey Out of Africa) e The Origins of the British, sintetizam a genética humana, arqueologia, antropologia, linguística e folclore.

## Obras
- The Origins of the British - A Genetic Detective Story. 2006, Constable and Robinson. ISBN 1-84529-158-1. [1]
- Out of Eden. 2004, Constable and Robinson  ISBN 1-84119-894-3 [1]
- The Real Eve. Carroll & Graf; (9 de Setembro de 2004). ISBN 0-7867-1334-8 [1]